# Gottskálksannáll
Gottskálksannáll (del nórdico antiguo: Anales de Gottskálk) es uno de los manuscritos medievales islandeses. A diferencia de otros anales parecidos, no es contemporáneo al momento que dedica, sino que fue escrito hacia la segunda mitad del siglo XVI. Los anales reciben el nombre de su presunto autor Gottskálk Jónsson, un sacerdote de Glaumbær, Skagafjörður, al norte de Islandia. Pese a que son unos anales tardíos, se debe resaltar una gran cantidad de información sobre acontecimientos del siglo XIV y también detalles sobre la cultura monástica, sobre todo entre 1300 y 1394, que por la naturaleza tardía de su composición se debe contemplar con precaución. Se ha especulado que las entradas entre los años 636 y 1394, proceden de otros anales hoy perdidos.